# Денислав Златев
Денислав Николаев Златев е български борец, самбист и кикбоксьор. Бивш национален състезател на България по борба и настоящ по бойно самбо. Сребърен медалист от световно и европейско първенство по бойно самбо.

## Биография
Роден на 27 януари 1996 година в град Стара Загора. Денислав е десетократен шампион на България по борба класически стил.
През 2013 година става бронзов медалист от световно първенство по борба класически стил в Зренянин, Сърбия.
От 2018 година прави своя дебют в бойните спортове – ММА и бойно самбо. Записва две победи с нокаут в ММА и става републикански шампион на България по бойно самбо. Същата година печели сребърен медал от световното първенство по бойно самбо, провело се Букурещ, Румъния.
През 2019 година, след като защитава шампионската си титла на България по бойно самбо, той представя родината си на европейското първенство в Хихон, Испания и отново печели сребърен медал. Дебютира и в кикбокс, като става републикански шампион в два стила – фул контакт и стил лоу кик.